# Messergriff K 1262a
Der Messergriff K 1262a ist der aus Elfenbein gefertigte Griff eines Prunkmessers aus der prädynastischen Periode (wahrscheinlich Naqada IId, um 3200 v. Chr.) der ägyptischen Geschichte. Er wurde in den 1990er Jahren auf dem Friedhof U in Umm el-Qaab bei Abydos gefunden.

## Fundumstände
Der Messergriff wurde beim Durchsieben des Oberflächenmaterials entdeckt. Genauere Angaben hierzu liegen nicht vor.

## Beschreibung
Von diesem Messer ist ein Fragment vom oberen Griffende erhalten. Es hat eine Länge von 7,63 cm, eine Höhe von 3,4 cm und einen maximalen Durchmesser von 0,75 cm. Der Griff endet auf der einen Seite an der Oberkante des Klingenbetts und auf der anderen Seite am Scheitelpunkt des Griffes. Ausgehend von einem etwa 3 cm tiefen Klingenbett rekonstruiert Günter Dreyer die Gesamtlänge des ursprünglichen Griffes auf etwa 10 cm und seine Höhe auf etwa 4,5 cm. Von der Dekoration haben sich auf der vermutlichen Rückseite die untersten drei und auf der vermutlichen Vorderseite die untersten zwei von vermutlich ursprünglich wohl je acht längs zur Messerklinge hin orientierten Tierreihen erhalten.

### Vermutliche Vorderseite
Auf der Vorderseite hat sich deutlich weniger Dekor erhalten als auf der Knaufseite. Die obere der beiden noch erhaltenen Reihen zeigt zwei Tiere. Beim hinteren handelt es sich um einen Löwen mit hochgerecktem Schwanz. Das vordere Tier ist nicht eindeutig zu identifizieren, Dreyer vermutet einen Elefanten. In der unteren Reihe haben sich lediglich die Beine eines Säugetieres erhalten. Eine Artbestimmung ist nicht möglich.

### Vermutliche Knaufseite
Die oberste noch erhaltene Reihe zeigt den hinteren Teil eines Tieres, dessen Art sich nicht mehr bestimmen lässt. Es scheint sich aber um einen Vierbeiner zu handeln. Die folgende Reihe zeigt zwei Tiere, bei denen sich ebenfalls nur die Hinterteile sowie die herabhängenden Schwänze erhalten haben. Auch hier ist eine genauere Artbestimmung nicht möglich. Wesentlich besser verhält es sich in der untersten Reihe. Diese zeigt fünf Tiere. Bei den ersten vier handelt es sich um Vierbeiner mit herabhängendem Schwanz. Zwar sind die Köpfe nur teilweise erhalten, dennoch darf man in ihnen wohl Rinder erkennen. Hinter ihnen ist wieder ein Löwe mit hochgerecktem Schwanz dargestellt.